# رتیل دم‌خالدار
رتیل دم خالدار (نام علمی: Avicularia minatrix) نام یک گونه از تیره رتیل است.ابن گونه رتیل در ونزوئلا و برزیل شناسایی شده است.